# Woodville (Alabama)
 Woodville, Alabama és una població dels Estats Units a l'estat d'Alabama. Segons el cens del 2000 tenia 761 habitants.

## Demografia
Segons el cens del 2000, Woodville tenia 761 habitants, 301 habitatges, i 232 famílies La densitat de població era de 43,9 habitants/km².
Dels 301 habitatges en un 32,2% hi vivien nens de menys de 18 anys, en un 63,5% hi vivien parelles casades, en un 10,6% dones solteres, i en un 22,9% no eren unitats familiars. En el 22,3% dels habitatges hi vivien persones soles l'11,6% de les quals corresponia a persones de 65 anys o més que vivien soles. El nombre mitjà de persones vivint en cada habitatge era de 2,53 i el nombre mitjà de persones que vivien en cada família era de 2,92.
Per edats la població es repartia de la següent manera: un 24,4% tenia menys de 18 anys, un 8,9% entre 18 i 24, un 29% entre 25 i 44, un 23,8% de 45 a 60 i un 13,8% 65 anys o més.
L'edat mediana era de 36 anys. Per cada 100 dones hi havia 87 homes. Per cada 100 dones de 18 o més anys hi havia 90,4 homes.
La renda mediana per habitatge era de 35.000 $ i la renda mediana per família de 37.426 $. Els homes tenien una renda mediana de 27.946 $ mentre que les dones 17.292 $. La renda per capita de la població era de 15.796 $. Aproximadament el 9,7% de les famílies i l'11,5% de la població estaven per davall del llindar de pobresa.

## Poblacions properes
El següent diagrama mostra les poblacions més properes.